# اولها سومسکا
اولها سومسکا (اوکراینی: Ольга В'ячеславівна Сумська؛ زادهٔ ۲۲ اوت ۱۹۶۶) بازیگر، سیاستمدار اهل اتحاد جماهیر شوروی سوسیالیستی است.